# Neundorf (Rosenthal am Rennsteig)
Neundorf ist ein Ortsteil der Gemeinde Rosenthal am Rennsteig im Saale-Orla-Kreis in Thüringen.

## Lage

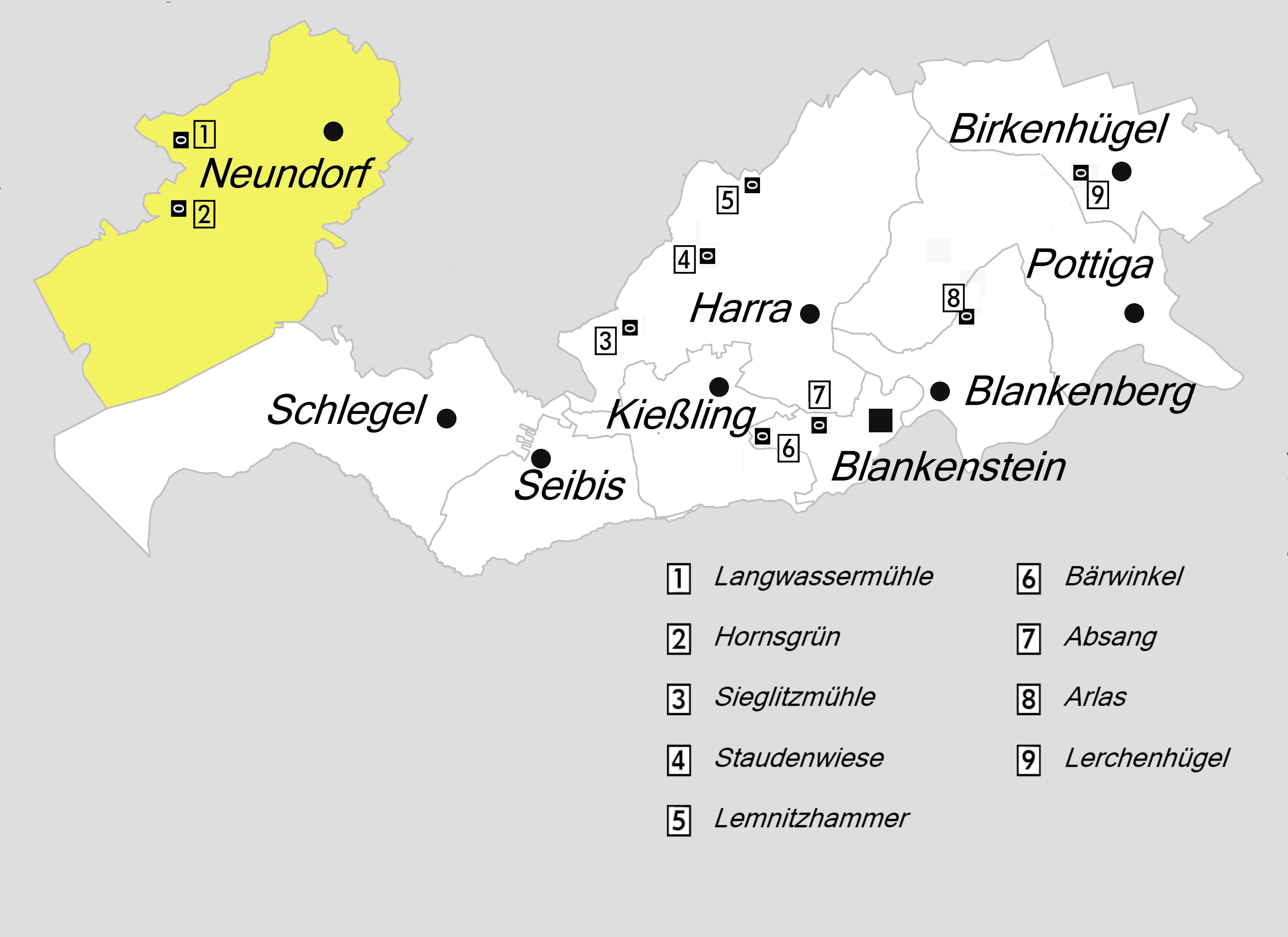
Lage von Neundorf in der Gemeinde Rosenthal am Rennsteig

Neundorf und die Gemarkung befinden sich südwestlich der Stadt Bad Lobenstein an der Landesstraße 1095 in Richtung Titschendorf. Die Flur ist von Wäldern des Südostthüringer Schiefergebirges mit Übergang in den Frankenwald umgeben.

## Geschichte
Der Ort wurde im Jahr 1500 erstmals als Nawndorf urkundlich erwähnt.
Seit dem 18. Juni 1994 gehörte die Gemeinde Neundorf zur Verwaltungsgemeinschaft Saale-Rennsteig. Im Rahmen der Gebietsreform in Thüringen wurde die Verwaltungsgemeinschaft am 1. Januar 2019 aufgelöst, die Mitgliedsgemeinden schlossen sich zur Gemeinde Rosenthal am Rennsteig zusammen.

### Einwohnerentwicklung
Entwicklung der Einwohnerzahl (Stand jeweils 31. Dezember):
| - 1994: 796 - 1995: 770 - 1996: 760 - 1997: 749 - 1998: 741 - 1999: 739 | - 2000: 722 - 2001: 714 - 2002: 703 - 2003: 713 - 2004: 704 - 2005: 705 | - 2006: 689 - 2007: 677 - 2008: 658 - 2009: 627 - 2010: 608 - 2011: 602 | - 2012: 602 - 2013: 586 - 2014: 582 - 2015: 573 - 2016: 561 - 2017: 553 | - 2018: 554 |

 Datenquelle: Thüringer Landesamt für Statistik

## Politik

### Ehemaliger Gemeinderat

#### Kommunalwahl am 25. Mai 2014
59,9 % Wahlbeteiligung.
Der Rat der Gemeinde Neundorf bestand aus 8 Ratsfrauen und Ratsherren.
- CDU 5 Sitze
- AFW 3 Sitze

#### Kommunalwahl am 7. Juni 2009
61,5 % Wahlbeteiligung.
Der Rat der Gemeinde Neundorf bestand aus 8 Ratsfrauen und Ratsherren.
- CDU 6 Sitze
- AFW 2 Sitze

#### Kommunalwahl am 27. Juni 2004
- CDU 5 Sitze
- AFW 2 Sitze
- Die Linke 1 Sitz

## Kultur und Sehenswürdigkeiten

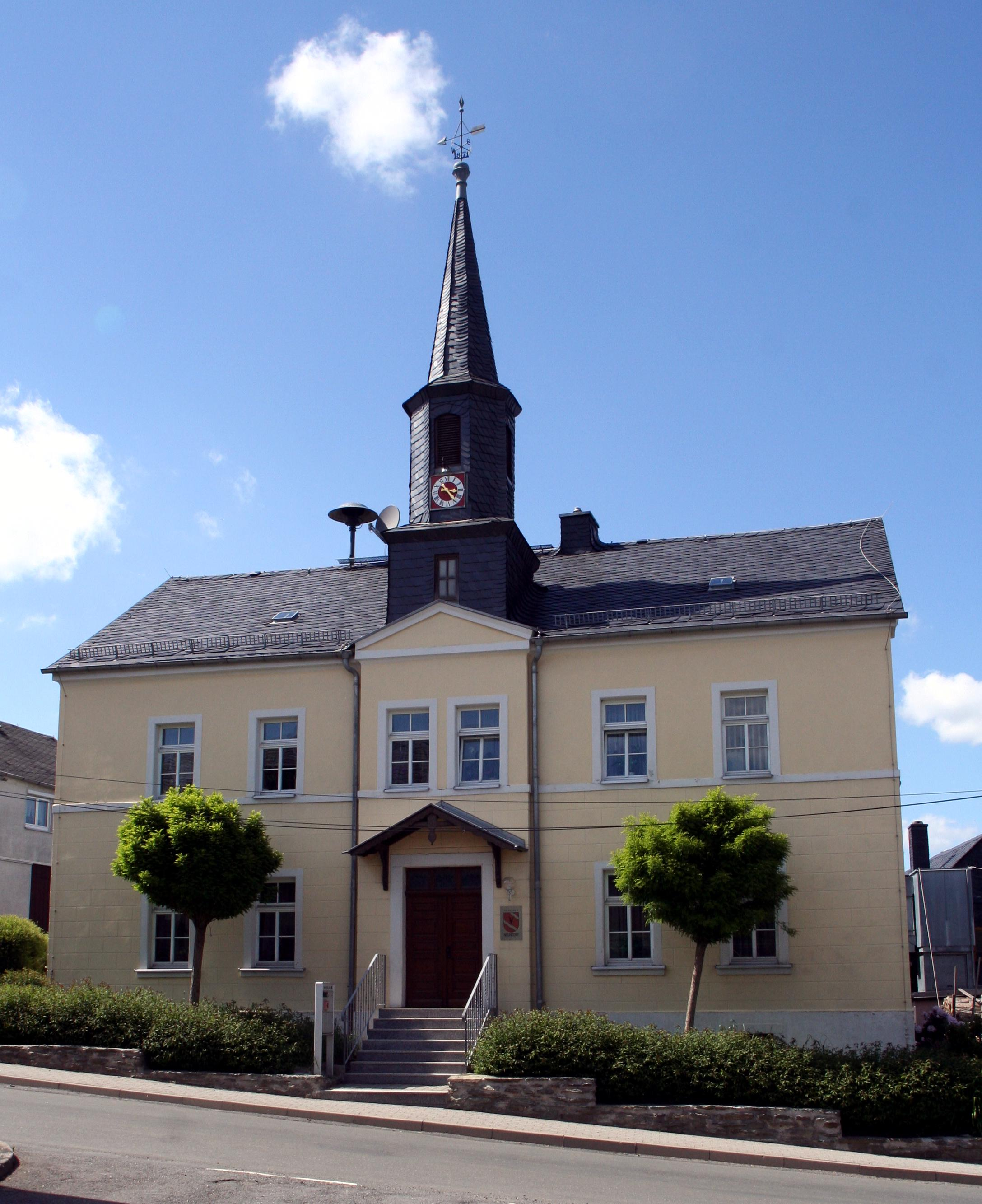
Gemeindeamt

- Auf dem Friedhof erinnern zwei Grabdenkmale an Häftlinge des KZ-Außenkommandos „Laura“, die dort Zwangsarbeit verrichten mussten.[2]
- Zwischen Neundorf und Titschendorf baute der Graf Reuß zu Lobenstein im 18. Jahrhundert etwa vier Kilometer von Neundorf südwestlich entfernt ein Jagdschloss. Die Anlage wurde im Pavillonsystem auf Terrassen mit Küchen- und Stallgebäuden errichtet. Für ein neues Haupthaus 1782/83 wurden sieben Häuser abgerissen. Diese neue Anlage nannte der Graf Solitude. Im 19. Jahrhundert erfolgten Erweiterungsbauten. Es hat sich von der Anlage nichts erhalten.[3]